# 471 (số)
471 (bốn trăm bảy mươi mốt) là một số tự nhiên ngay sau 470 và ngay trước 472.